# Kaitoku
Kaitoku (jap. 海徳海山, Kaitoku umiyama) ist ein aktiver Unterwasservulkankomplex in der Nähe der Bonininseln von Japan.

## Geographie
Der Unterwasservulkankomplex besitzt drei Gipfel und liegt 150 km südwestlich von Chichijima bzw. 146 km nördlich von Iwo Jima. Die 2 südlichen Gipfel (von West nach Ost) Saikai Tokuba und Tokai Tokuba sind die Hauptgipfel dieses Vulkan-Komplexes, wobei jeder von ihnen eine Tiefe zwischen −95 m und −100 m unter dem Meeresspiegel hat. Saikai Tokuba, der nicht ausbrechende Teil des Vulkans, hat eine stratovulkanische Struktur mit einem flacheren Gipfel. Tokai Tokuba, der eruptive Teil des Vulkans, ist eine Caldera mit dem aktiven Kegel auf dem Gipfel. Es wird angenommen, dass der nördliche Gipfel mit einer Gipfeltiefe von etwa −506 m ein Haufen basaltischer Lava-Extrusionen ist.

## Geologie
Obwohl der nördliche Gipfel eine basaltische Zusammensetzung aufweist, wurde der Bimsstein von Tokai Tokubas Ausbruch von 1984 als dazitisch aufgezeichnet.

## Aktivität
Kaitoku war in den Jahren 1543, 1984, 2001 und 2022 aktiv. Die am besten dokumentierte Aktivitätsperiode war der Ausbruch von 1984.
Alle Ausbrüche waren jedoch sehr schwach und hatten einen Vulkanexplosivitätsindex von 0 (= nicht explosiv).